# Халахур (гора)
Халахур (рут. Halahur) — горная вершина в Рутульском районе Дагестана. Высота над уровнем моря составляет 3600 метров.
Гора Халахур расположена на Боковом хребте, соединяется с узловой горой Гутон на Водораздельном хребте хребтом Анхимаал.
Хребет Халахур-Хашхарва (другое название — хребет Таклик) соединяет Главный Кавказский хребет с хребтами Нукатль, Бишиней, Саладаг и Дюльтыдаг. Хребет Халахур-Хашхарва на промежутке от пика Гутон до стыка с Дюльтыдагом полностью расположен на высоте более 3400 метров. По средней высоте хребет Халахур-Хашхарва занимает первое место в Дагестане. На хребте расположены крупные очаги оледенения (Хашхарвинский и Такликский).
На восточном склоне хребта Халахур под перевалом Самурский расположен небольшой ледник Самурский, дающий начало реке Самур.